# Satiricon (journal)
Pour l’article ayant un titre homophone, voir Satyricon (homonymie).
Satiricon est un trimestriel satirique français propre à Toulouse et aux villes de la couronne toulousaine. Fondé en 1995 par Pierre Samson, qui assure les fonctions de directeur de publication  et de président de l'association éditrice Satiric & Co jusqu'en 2006. Il a pour modèle assumé le Canard enchaîné.

## Ligne éditoriale
Le sous-titre est Lou Journal des mémés qui aiment la castagne, se veut un clin d’œil à Claude Nougaro. Le journal traite de les scandales publics (politiques, économiques, judiciaires, etc.) de la ville rose mais aussi en Midi-Pyrénées et en France.
Sans recettes publicitaires, Satiricon ne vit que de ses ventes et de souscriptions auprès de ses lecteurs. 
Le journal cesse de paraître après son numéro d'avril 2008. Une tentative de le relancer par la suite n'a pas abouti.  

### Rubriques
Satiricaneur; Satirififi; Satirailleur; Satiripatouille; Satirenville; Satirrite l’œil; Satirencoin; Satirelire.

## Sources
1. ↑  S.Th., « « LE SATIRICON » DE PIERRE SAMSON », Le Monde, 21 février 2001 (consulté le 18 juillet 2020)
2. ↑  Catherine Mallaval, « «Le Satiricon» chauffe le gratin », Libération, 24 janvier 2003 (consulté le 9 avril 2021)
3. ↑  Rédaction, « Presse associative : Satiricon (Toulouse) se présente ... », sur Acrimed - Action Critique Médias, 3 décembre 2006 (consulté le 18 juillet 2020)
4. ↑  « Le Satiricon, une nouvelle formule pour septembre ? » , 14 avril 2008 (consulté le 17 juin 2022)